# FAAC
FAAC (celým názvem Freeware Advanced Audio Coder) je volně dostupný softwarový projekt, který zahrnuje audio kodeky AAC, FAAC a dekodér FAAD2. Ty podporují formáty MPEG-2 AAC, stejně jako MPEG-4 AAC, dále také podporuje několik MPEG-4 Audio objektů (LC, Main, LTP pro kódování a SBR, PS, ER, LD pro dekódování) a formátů souborů (ADTS AAC, raw AAC, MP4). Kodér a dekodér je kompatibilní se standardními audio aplikacemi a podporuje také Digital Radio Mondiale.
FAAC a FAAD2 je distribuován v programovém jazyce C a může být sestaven na různých platformách, které jsou distribuovány zdarma. FAAD2 je volně dostupný software (tzv. Svobodný software). FAAC obsahuje nějaký kód, který je publikován jako svobodný software, ale jako celek je šířen pod proprietární licencí.
FAAC byl původně napsán autorem jménem Menno Bakker.

## Enkodér FAAC
FAAC je zkratka pro Freeware Advanced Audio Coder. V FAAC encoder je audio kompresní počítačový program, který vytváří AAC (MPEG-2 AAC/MPEG-4 AAC) zvukové soubory z jiných formátů (obvykle, CD-DA audio soubory). Obsahuje knihovny (libfaac), které mohou být použity v jiných programech. AAC soubory jsou běžně používané v počítačových programech a přenosných hudebních přehrávačích jako od Apple Inc.'s doporučeným formátem pro společnost hudebního přehrávače iPod.
Některé z funkcí, které FAAC má, jsou: podpora cross-platform, "přiměřeně" rychlé kódování, podpora pro více než jeden "typ objektu" formátu AAC, multi-kanálové kódování, a podpora pro Digital Radio Mondiale. To také podporuje multi-kanálové proudy, jako 5.1. MPEG-4 typy objektů z formátu AAC podporované FAAC jsou "Nízké Složitosti" (LC), "Hlavní", a "Dlouhodobé Předpovědi" (LTP). MPEG-2 AAC profily podporované FAAC jsou LC a Hlavní. SBR a PS typy objektů nejsou podporovány, takže HE-AAC a HE-AACv2 profily nejsou také podporovány. Objekt typu "nízké složitosti" je výchozí a také je používán u videa pro přenosné přehrávače (jako je Apple iPod) a používá video hosting stránek (jako je YouTube).
FAAC je hodnocen jako méně kvalitní možností enkódování, než například jiné aac enkodéry.

### Alternativy pro kódování AAC v Unix
FAAC je jedním z šesti alternativ, které Linux/Unix uživatelé mají pro vytváření AAC soubory. Ostatní jsou:
- Fraunhofer-vyvinul "FDK AAC" enkodovací knihovnu zahrnutou jako součást Androidu.
- Nero AG-vyvinul "Nero AAC Codec", který má proprietární licenci,[9] a není k dispozici pro celou řadu hardwarových architektur, které jsou tyto operační systémy schopny provozovat. Nero již nevyvíjí tento kodér, ale je ještě k dispozici a zůstává vysoce kvalitní volbou pro kódování AAC.[10]
- FFmpeg je nativní AAC enkodér (považovaný spíše za experiment vývojářů z prosince 2010). Byl napsán Konstantinem Shishkovem, a je uvedený ve verzi 2.1 pod licencí LGPL.
- libvo_aacenc - Android VisualOn AAC encoder.[11] Tento snímač byl nahrazen v Android FDK a je považován za jednu z méně kvalitních možností.
- Mac OS X uživatelé mohou využít Apple AAC encoder.

## FAAD2 dekodér
FAAD2 je Freeware Advanced Audio (AAC) dekodér a podporuje MPEG-4 audio typy objektů LC, Main, LTP, LD, ER, SBR a PS, které mohou být kombinovány také na HE-AAC a HE-AACv2. Obsahuje knihovny (libfaad), které mohou být použity v jiných programech.
FAAD a FAAD2 byly původně napsány Menno Bakkerem od Nero AG. FAAD2 je nástupcem FAAD1, který byl zastaralý.
FAAD je Freeware Advanced Audio Decoder. Byl vydán nejprve v roce 2000 a nepodporoval SBR a PS audio typy objektů. Poslední verze FAAD1 byla z data 2002-01-04. Všechny následné vývoje se později zaměřili na FAAD2. SBR podpora dekódování (HE-AAC) byla přidána ve verzi vydané 25. července 2003. FAAD2 verze 2.0 byl vydán 6. února 2004.

## Licencování
FAAC obsahuje kód založený na ISO MPEG-4 referenčním kódu, jehož licence není kompatibilní s LGPL licencí. Pouze FAAC změny tohoto ISO MPEG-4 referenčního kódu jsou licencovány pod LGPL licencí. ISO MPEG-4 referenční software, který byl publikován jako ISO/IEC 14496-5 (MPEG-4) a je volně k dispozici ke stažení z ISO webových stránek. ISO/IEC dává uživatelům standardu MPEG-2 NBC/MPEG-4 Audio bezplatnou licenci k tomuto softwarovému modulu nebo úpravám pro jeho použití na odlišném hardwaru nebo softwaru, nárokující si standardy MPEG-2 NBC/MPEG-4 Audio. Ti, kteří hodlají použít tento softwarový modul do hardwarového nebo softwarového produktu jsou poučeni, že použitím může dojít k porušení stávajících patentů.
FAAD2 je licencován pod GPL v2 (a později GPL verze). Kód z FAAD2 je copyrightem Nero AG. Uživatel zdrojového kódu bere na vědomí, že při použití tohoto softwaru může být požadováno zaplacení licenčních poplatků patentu. Komerční (non-GPL) licence tohoto softwaru je také možná.

## Další software
FAAC a FAAD2 je použito v následujících softwarových produktech a knihovnách:
- Avidemux je video editační software.[20]
- CDex používá enkodér FAAC.[21]
- FFmpeg podporuje kódování AAC přes externí knihovnu libfaac,[22] a využívá experimentální nativní encoder.[23]
- GStreamer multimediální rámec používá FAAC a FAAD.[24]
- MPlayer používá FAAD2.[25]
- VLC media player používá FAAC (enkoder) a FAAD (dekodér) poskytující podporu pro AAC audio.[26]
- Music Player Daemon používá FAAD2

Existuje i celá řada dalších programů, které používají FAAC knihovny.